# 代貝萊茨

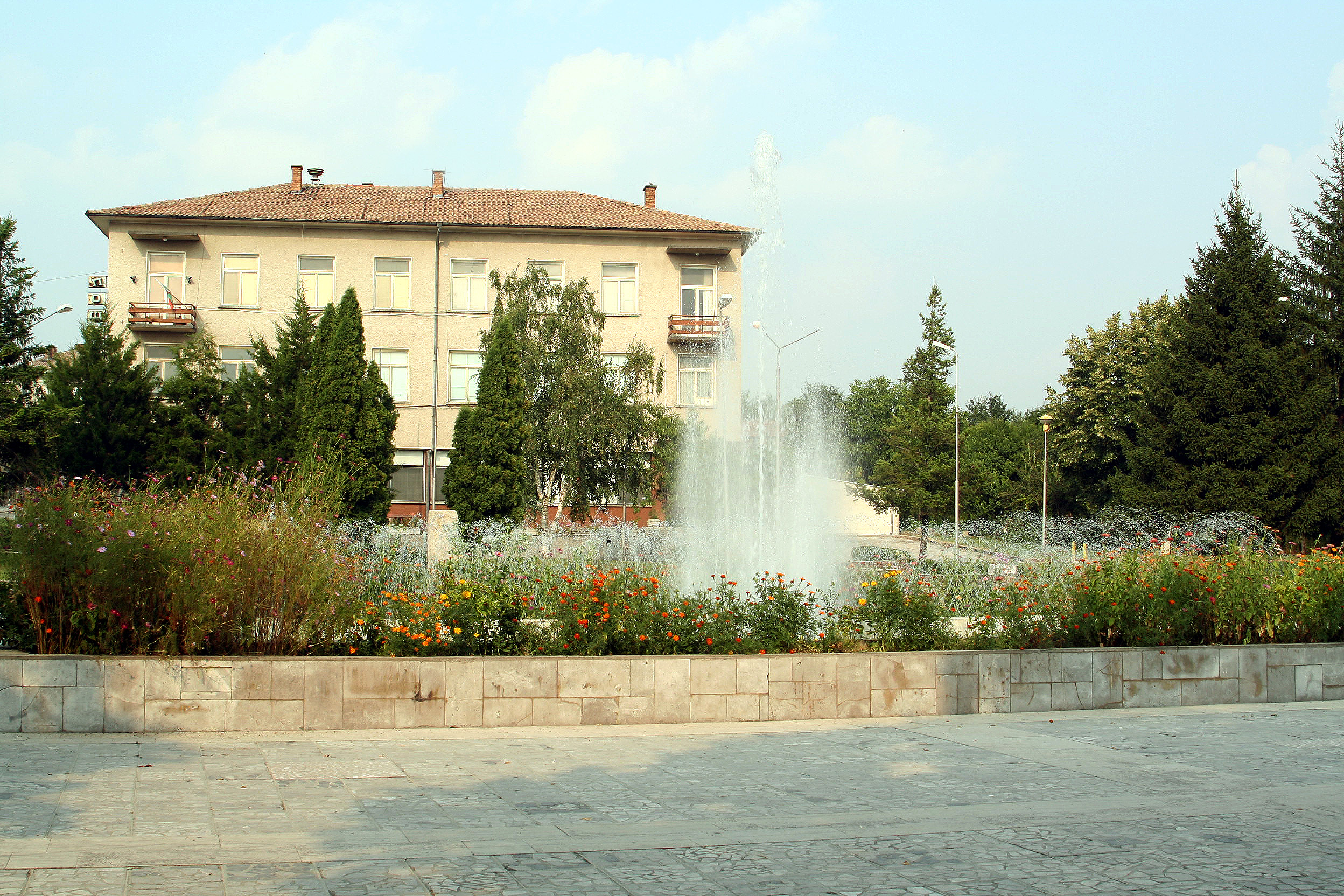

代貝萊茨是保加利亞的城鎮，位於該國北部，距離首府大特爾諾沃6公里，由大特爾諾沃州負責管轄，面積26.37平方公里，海拔高度164米，2008年人口4,128。